# Marie-Jeanne Lamartinière

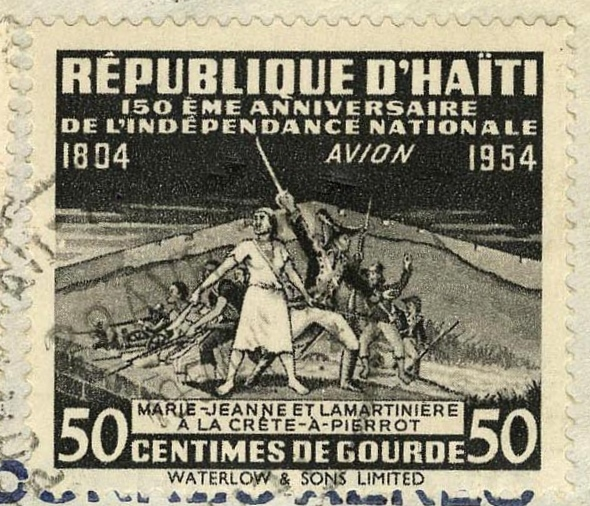
Estampilla de 1954, que conmemora el 150.º aniversario de la Independencia de Haití, donde figuran Marie-Jeanne y su marido, Louis Daure Lamartinière.

Marie-Jeanne Lamartinière (fl. 1802), conocida también como Marie-Jeanne, fue una soldado haitiana. Era mulata. Sirvió en el ejército de su país durante la Revolución haitiana, una insurrección antiesclavista y anticolonialista exitosa, dirigida por esclavos emancipados contra el gobierno colonial francés que tuvo lugar entre 1791 y 1804. 
Marie-Jeanne es una figura poco visible en la historiografía de Haití, aunque suele ser mencionada junto con otras mujeres que lucharon por la independencia de su país, como Sanité Bélair o Dédée Bazile. Ha sido considerada el equivalente haitiano de lo que fue Juana de Arco para Francia.

## Durante la Revolución haitiana
Marie-Jeanne perteneció al ejército de Toussaint Louverture. Luchó en la batalla de Crête-à-Pierrot (del 4 al 24 de marzo de 1802), junto a su marido, Louis Daure Lamartinière. Peleó con un uniforme masculino, frente a las murallas del fuerte, con un rifle y una espada. Causó una gran impresión debido a su arrojo y coraje, y se dice que utilizó el rifle largo para disparar a los soldados franceses heridos con «una habilidad que los hombres aplaudieron». También aumentó la moral de sus colegas gracias a su valor. Marie-Jeanne cuidaba de sus camaradas heridos y les entregaba su escasa ración de agua a los soldados moribundos.

## Últimos años
Su esposo, Louis Daure Lamartinière, murió en batalla en 1802 en Arcahaie. La vida de Marie-Jeanne luego de la Independencia es desconocida. Una historia de la época afirma que se involucró en una relación amorosa con el emperador Jean-Jacques Dessalines, que la admiraba por su valentía, aunque luego ella contrajo matrimonio con el oficial Jean-Louis Larose.[cita requerida]